# Puertas adentro
Puertas adentro es una telenovela chilena creada por Víctor Carrasco, dirigida por Vicente Sabatini y exhibida por Televisión Nacional de Chile desde el 10 de marzo hasta el 15 de agosto de 2003. Está centrada en la vida de una trabajadora doméstica que une dos mundos sociales al trabajar para una adinerada familia, dueños de una empresa de recolección de basura, quienes implementarán un proyecto de planta de reciclaje en el terreno de un campamento liderado por su novio. Es protagonizada por Claudia Di Girolamo, Francisco Reyes, Francisco Melo, Amparo Noguera, Ricardo Fernández y Paz Bascuñán.
Es una de las telenovelas más vistas de la televisión chilena con una audiencia promedio de 33,1 puntos de rating. Su éxito fue atribuido al tratar diferentes formas de vida de los habitantes de una toma de terreno, marcando un hito en la televisión chilena por el tratamiento de una serie de temas tabúes y por mostrar a sus personajes viviendo en condiciones precarias. Por primera vez y de forma inédita en su horario se mostró una relación homosexual, al igual que la prostitución y diversas demandas sociales.

## Argumento
Erica Sandoval (Claudia Di Girolamo) nunca imaginó el conflicto de lealtades en que se vería envuelta. Siempre supo que era peligroso que su novio, José Cárdenas (Francisco Reyes), se tomara un terreno, pero cuando descubre que el terreno es de su patrón, no puede creerlo y le pide a José que desalojen el lugar. José no quiere, aludiendo a que ese terreno era de su padre y que el padre y el suegro de Bruno Martínez (Francisco Melo) lo estafaron aprovechándose de su ignorancia y falta de educación. Es entonces cuando Erica decide terminar su relación con José porque ella le debe mucha lealtad a sus patrones ya que todo lo que ella tiene se los debe a ellos.
Pero el día del cumpleaños de una de la hijas de Erica, José aparece nuevamente en la casa de ella, luego de un mes de separación. Erica es la más afectada tras todo lo que está pasando en la toma. Sigue confundida, pero no quiere ser desleal con sus patrones. Las cosas se complican cada día más en el terreno que ocupa su novio y cientos de familias. Entre otras cosas extrañas que pasan en la casa de los Martínez, Erica ha debido hacerse pasar por la esposa de Bruno, es decir su patrona, la señora Mónica (Amparo Noguera), ya que vienen los franceses a comer y la vez anterior que ellos vinieron, vieron a la esposa de Bruno encarnada por Erica. En fin, un enredo que a Mónica le gusta porque Bruno se vuelve loco al ver a su esposa vestida de nana.
Será justamente en la comida con los franceses que Anselmo (Eduardo Barril) dice abiertamente que desalojará a los habitantes de la toma. Erica sale corriendo a avisar. Lo que no sabe es que la hija de sus patrones, Javiera (Paz Bascuñán), se encuentra allí porque fue a ver a su amigo Mario Castro (Claudio González) y de paso tuvo un encuentro con Jonathan (Ricardo Fernández Flores), quien le dio un beso. El asunto es que Javiera y Erica se ven y ella le promete que ella misma le contará sus patrones que su novio es el dirigente de la toma.
Entre todos los enredos y conflictos, Erica y José, que habían terminado, vuelven a juntarse pero el hijo mayor de Erica no está de acuerdo con esta relación. Él culpa a José de que su madre se puede quedar sin trabajo por su culpa. Mientras que en la casa de los Martínez, las cosas también se complicaron y Anselmo renunció a la empresa. Asimismo, Erica también intentó renunciar a su trabajo de nana puertas adentro en la casa de los Martínez, pero no pudo. Su corazón ya no puede más, está dividido.
Cuando ya nada podía empeorar, Silvia (Roxana Campos), la exesposa de José, quien estaba en la cárcel, queda en libertad, lo que acarreará grandes problemas para la relación de su exmarido y Erica, mintiendo, intrigando e ideando cosas para perjudicarlos y separarlos, además del fuerte desprecio que siente hacia Sofía (Paulina Urrutia), la compañera de trabajo de Erica. En la casa de la familia Albornoz también está la grande. La niña, Janita (Maria Paz Grandjean), lo único que quiere es casarse, pero su novio Raúl (Nestor Cantillana) primero quiere egresar de la Escuela de Investigaciones de Chile, institución a la cual ni siquiera ha ingresado. Janita se quiere morir. Pero en la toma el ambiente está tenso, más aún ahora que ha llegado un inspector con una orden de desalojo.

## Reparto
- Claudia Di Girolamo como Érica Sandoval[6]
- Francisco Reyes como José Cárdenas
- Francisco Melo como Bruno Martínez
- Amparo Noguera como Mónica Barrera
- Ricardo Fernández como Jonathan Cárdenas
- Paz Bascuñán como Javiera Martínez[7]
- Eduardo Barril como Anselmo Barrera
- Delfina Guzmán como Marta Silva
- Marés González como Sara Gallegos
- Luis Alarcón como Efraín Gallegos[8]
- José Soza como Humberto Cubillos
- Alfredo Castro como Julio Albornoz
- Álvaro Morales como Matías Rivera
- Blanca Lewin como Débora Castro[9]
- Néstor Cantillana como Raúl Brito
- Antonia Zegers como Jocelyn Mardones
- Roxana Campos como Silvia Román
- Ximena Rivas como Rosa Bernales
- Carmen Disa Gutiérrez como Laura Cepeda
- Óscar Hernández como Eusebio Moraga
- Rodrigo Pérez como Lucio Barraza
- Erto Pantoja como Álvaro ''Lito'' Figueroa[10]
- Violeta Vidaurre como Mercedes Farías
- Luz Jiménez como Bristela Cáceres
- Paulina Urrutia como Sofía Méndez
- Álvaro Espinoza como Joaquín Martínez
- Claudia Cabezas como Lorena Quezada
- Claudio González como Mario Castro
- Daniela Lhorente como Romina Quezada
- María José Necochea como Ana Moraga
- Taira Court como Mariana Levermann
- Juan Pablo Ogalde como Ricardo Pereira
- Adela Secall como Macarena Rivera
- María Paz Grandjean como Alejandra Albornoz
- Gonzalo Canelo como Mauricio Quezada
- Francisca Gavilán como Bernardina López
- Luis Dubó como Narciso Romero
- Mireya Moreno como Luisa Sanfuentes
- Eduardo Soto como Liberto Castro
- Mireya Véliz como Lourdes Rojas

## Producción
Inicialmente las dos historias que se barajaron para este horario fueron Cómplices y Puertas adentro, ambas de Víctor Carrasco, siendo esta última la elegida por Vicente Sabatini en oposición al productor Pablo Ávila que priorizó Cómplices, telenovela que finalmente se realizó en 2006. La toma y sus viviendas fueron escenificadas en un estudio y solamente las escenas exteriores se filmaron en Peñalolén. 
Puertas adentro se inspiró en una ocupación de terrenos privados en Peñalolén que ocurrió en 1999. Este terreno, propiedad del empresario Miguel Nasur, se repartió de forma ilegal entre 1600 familias que construyeron viviendas precarias. Al momento de grabación de la telenovela, entre finales de 2002 y la primera mitad de 2003, todavía seguía la ocupación. En marzo de 2003 los habitantes de esa comunidad, liderados por el dirigente Mario Muñoz, pidieron a la producción que se les entregara parte de lo recaudado con Puertas adentro, pero hasta la actualidad se desconoce la respuesta de Televisión Nacional. Hasta marzo de 2019 solamente quedaban 24 familias habitando el lugar tras un proceso de reubicaciones que comenzó en 2005 con el fin de transformar el terreno en un parque y una laguna artificial.
La actriz Aline Kuppenheim fue la primera opción del director Vicente Sabatini para interpretar el personaje de Mónica, sin embargo, la actriz decidió permanecer en su labor de teatro. Los actores Tamara Acosta y Pablo Schwarz a pesar de estar considerados por el director, no lograron incorporarse al elenco por motivos personales.  Pese a que superó los 30 puntos de rating y mantuvo una audiencia similar a la telenovela Machos de Canal 13, durante el periodo en que compitieron, esto fue considerado por los ejecutivos de TVN como un fracaso y un golpe al equipo de Sabatini que acumulaba 9 años seguidos liderando desde Rompecorazón. No obstante, al año siguiente se revirtieron los resultados con el éxito de Los Pincheira.

## Recepción
El 10 de marzo de 2003, en su día de estreno Puertas adentro lideró con un promedio de 36 puntos de rating por sobre los 33,9 puntos que obtuvo Machos de Canal 13. El 11 de marzo de 2003, su segundo episodio promedió 36 puntos, con peak de 46 puntos de rating contra los 33 puntos de Machos, entre las 19:24 y las 21:00 horas. En esta oportunidad Puertas Adentro se extendió por un par de minutos antes de 24 horas. Asimismo, durante los dos primeros días ninguno de los dos canales exhibieron tandas publicitarias que evitar que los telespectadores pudieran cambiar de canal.
El 12 de marzo de 2003, Puertas adentro en su tercer episodio obtuvo un promedio de 38 puntos de rating contra 32.7 de Machos de Canal 13. Asimismo, entre las 19:41 y las 21:00 logró un peak de 42 puntos. El 31 de marzo Machos ganó por primera vez. Seguido de esto, durante el resto de su emisión que finalizó el 15 de agosto, ambas obtuvieron cifras de audiencia similares. En su último episodio marcó entre las 19:58 y 21:00 horas 37,4 puntos, con varios peaks de 44 puntos frente a 39 de Machos.

## Premios y nominaciones
| Año  | Premio          | Categoría                  | Nominado            | Resultado |
| ---- | --------------- | -------------------------- | ------------------- | --------- |
| 2003 | Premios APES    | Mejor producción dramática | Puertas Adentro     | Nominada  |
| 2003 | Premios APES    | Mejor actriz               | Amparo Noguera      | Nominada  |
| 2003 | Premio TV Grama | Mejor teleserie            | Puertas Adentro     | Nominada  |
| 2003 | Premio TV Grama | Mejor actriz               | Claudia Di Girolamo | Nominada  |
| 2003 | Premio TV Grama | Mejor actor                | Francisco Reyes     | Nominado  |
| 2004 | Premios Altazor | Mejor actor de televisión  | José Soza           | Ganador   |

## Banda sonora
1. Bacilos - Caraluna (tema de Mónica y Bruno)
2. Sin Bandera - Entra en mi vida (tema de Javiera y Jonathan)
3. Los Tetas y Germain de la Fuente - Como quisiera decirte (tema de Efraín y Humberto)
4. Andrés de León - Quiero (tema de Daniel)
5. Coni Lewin - Te quiero tanto (tema de Jocelyn y Ricardo)
6. Pedro Fernández - Ella (Erica y José)
7. Ricardo Montaner - La vida
8. Javiera Parra y Lucho Muñoz - ¡Cómo deseo ser tu amor! - (tema de Meche)
9. Alberto Plaza - No me creas (tema de Débora y Mauro)
10. No me acuerdo - Lentamente
11. Seo2 y Francisco Martínez - Ella ‘’(Tema Principal)’’
12. Grupo Hechizo - Tu punto débil (tema de Débora)
13. Andrés de León ~ a pesar de que me falta (tema de Débora y Joaquín)